# Residential Area District
 (juin 2020).
Le Residential Area District est un district historique du comté d'Edmonson, dans le Kentucky, aux États-Unis. Protégé au sein du parc national de Mammoth Cave, il est inscrit au Registre national des lieux historiques depuis le 8 mai 1991. Il comprend six maisons construites par le Civilian Conservation Corps dans le style rustique du National Park Service en 1937.